# متروسکا
قالب چندرسانه‌ای متروسکا (به انگلیسی: Matroska Multimedia Container) یک قالب پرونده استاندارد باز است که می‌تواند تعداد نامحدودی ویدئو، صوت، تصویر یا زیرنویس را در خود نگه‌داری کند. این قالب به عنوان یک قالب جهانی برای ذخیره‌سازی محتوای چندرسانه‌ای در نظر گرفته‌شده‌است. پسوندهای متروسکا برای پرونده‌های ویدئویی ام‌کی‌وی (MKV.)، برای پرونده‌های صوتی ام‌کی‌ای (MKA.) و برای پرونده‌های زیرنویس ام‌کی‌اس (MKS.) می‌باشد.
متروسکا در مفهوم شبیه دیگر قالب‌های محتوا مانند AVI، MP4 و ASF است ولی به صورت کاملاً "باز" در مشخصات.
انواع فایل‌های متروسکا شامل MKV برای ویدئو (همراه با صوت و زیر نویس)، MKA برای صوت، MKS برای زیرنویس و MK3D برای ویدئوهای سه بعدی (ویدئوها با تکنیک برجسته نگاری یا Stereoscopy) هستند.
در توسعه متروسکا از قالب EBML -Extensible Binary Meta Language یا "ابر زبان باینری قابل تعمیم" به جای قالب باینری استفاده شده‌است.
برخی از اهداف تیم توسعه دهندهٔ این قالب محتوا عبارتند از:
- توسعه یک قالب محتوای نوین، انعطاف‌پذیر، قابل توسعه و چند سکویی.
- پشتیبانی قوی از "جریان"ها یا استریمینگ.
- توسعه ابزارهای برای ایجاد و ویرایش فایل‌های متروسکا.
- توسعه کتابخانه‌هایی که توسط توسعه دهندگان نرم‌افزارها برای پشتیبانی از فرمت متروسکا، قابل استفاده باشد.
- تلاش برای پشتیبانی ذاتی از متروسکا در سیستم عامل‌ها و سخت افزارهای مختلف.

بسیاری از برنامه‌های چند رسانه‌ای رایج این قالب را پشتیبانی می‌کنند که معروف‌ترین آن‌ها شامل وی ال سی، ام پی وی، کی‌ام پلیر می‌باشند. همچنین بسیاری از برنامه‌های تبدیل و ویرایش فایل‌های چند رسانه‌ای قابلیت پشتیبانی از متروسکا را دارند. در بخش سخت افزار نیز بسیاری از تولید کنندگان بزرگ مانند سامسونگ، ال جی، ایسوس به پشتیبانی از این فرمت در برخی از محصولات خود روی آورده‌اند.
متروسکا یک قالب باز است بدین معنی که مشخصات و استانداردهای تخصصی خود را در اختیار عموم قرار داده‌است و بدین ترتیب راه برای توسعه آن برای همه علاقه‌مندان باز است.